# (190026) Iskorosten
(190026) Iskorosten est un astéroïde de la ceinture principale.

## Description
(190026) Iskorosten est un astéroïde de la ceinture principale. Il fut découvert le 16 août 2004 à Androuchivka par l'observatoire astronomique d'Androuchivka. Il présente une orbite caractérisée par un demi-grand axe de 2,64 UA, une excentricité de 0,27 et une inclinaison de 12,3° par rapport à l'écliptique.

## Compléments